# Gnophosema taftana
Gnophosema taftana är en fjärilsart som beskrevs av Ebert 1968. Gnophosema taftana ingår i släktet Gnophosema och familjen mätare. Inga underarter finns listade i Catalogue of Life.